# 西岗区
西岗区是辽宁省大连市下辖的一个市辖区。位于大连市区中部。區人民政府駐人民廣場街道。

## 行政区划
西岗区下辖5个街道办事处：
香炉礁街道、日新街道、八一路街道、人民广场街道和白云街道。

## 人口
根據全國第七次人口普查數據顯示，截至2020年11月1日零時，西崗區常住人口305317人。